# Ківаю

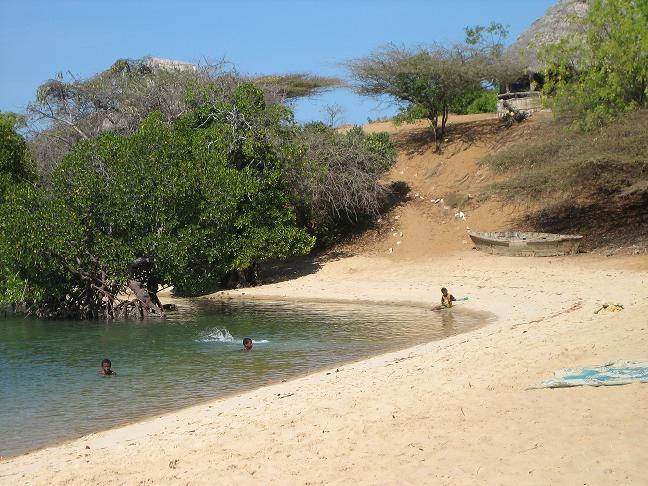
Узбережжя острова

Ківаю (англ. Kiwayu) — невеликий острів у східній частині архіпелагу Ламу, розташований в морському національному заповіднику Кіюнґа.

## Деякі відомості
Основним видом господарської діяльності на острові є рибальство. Головною визначною пам'яткою для туристів на Ківаю є припливні басейни для підводного плавання; басейни для дайвінгу, розташовані на східному боці острова (з сторони Індійського океану).
Найближча лікарня знаходиться на Острові Ламу за межами міста Ламу. Щоб дістатися до Ківаю від Ламу(острів), потрібно перепливати доу впродовж 7 годин, або, моторним човнем (приблизно 2 години поїздки).

## Опис
Острів 9 км завдовжки, 1 км завширшки, найвища точка 47 м н.р.м.